# Chiesa di Santa Maria Annunziata (Talmassons)
La chiesa di Santa Maria Annunziata è la parrocchiale di Flambro, frazione di Talmassons, in provincia e arcidiocesi di Udine; fa parte della forania del Friuli Centrale.

## Storia
La pieve di Flambro sorse presumibilmente in età paleocristiana, forse intorno al VI secolo, o, al più tardi, nell'Alto Medioevo.
Tuttavia, la prima citazione che ne certifica l'esistenza risale al 1332 ed è contenuta in un lascito di beni alla chiesa da parte del nobile Rinaldo della Torre.
Nel 1899 iniziarono su disegno di Girolamo d'Aronco i lavori di rifacimento della chiesa; l'edificio, ultimato nel 1908, venne consacrato il 14 novembre 1909 dall'arcivescovo di Udine Pietro Zamburlini.
La parrocchiale fu ristrutturata in seguito al terremoto del Friuli del 1976 e intorno al 1980 si provvide ad adeguarla alle norme postconciliari, mentre nel 2007 venne condotto un intervento di restauro.

## Descrizione

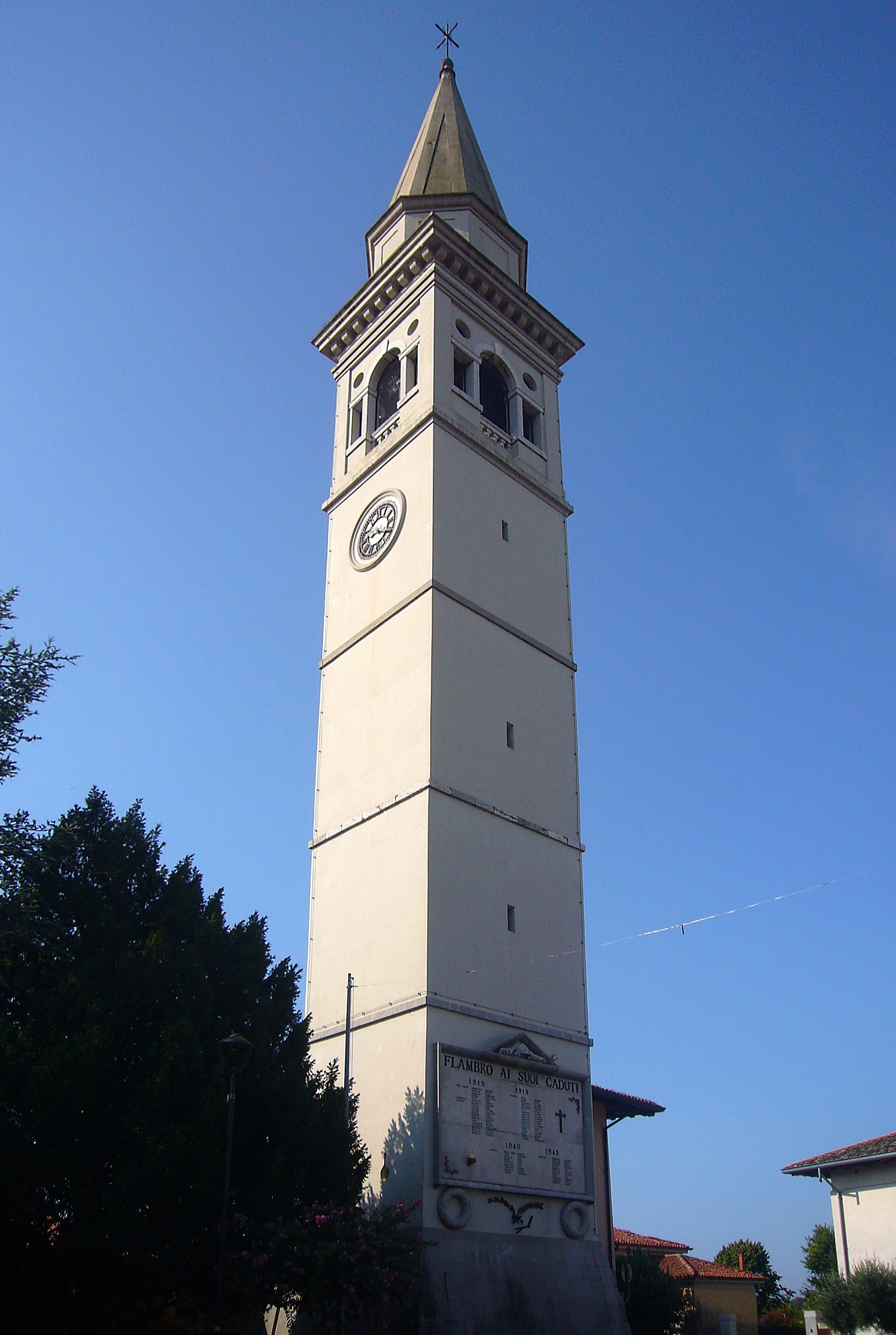
Il campanile

### Esterno
La facciata a salienti della chiesa, rivolta a nordest, si compone di tre corpi: quello centrale, scandito da semicolonne ioniche sorreggenti il frontone sormontato da statue, presenta centralmente il portale maggiore e sopra una nicchia contenente la statua con soggetto la Beata Vergine Maria, mentre le due ali laterali sono caratterizzate dagli ingressi secondari e concluse da semitimpani
A una ventina di metri dalla parrocchiale si erge su un basamento a scarpa il campanile a pianta quadrata, suddiviso da cornici marcapiano in più registri; la cella presenta su ogni lato una serliana ed è coronata dalla guglia piramidale poggiante sul tamburo a base ottagonale.

### Interno
L'interno dell'edificio si compone di tre navate, coperte da volte a botte e separate da pilastri sorreggenti archi a tutto sesto e separate da aperture rettangolari; al termine dell'aula si sviluppa il presbiterio, introdotto da una grande serliana, rialzato di alcuni gradini e chiuso dall'abside con gli angoli smussati.